# Sunweb
Sunweb er en online rejsearrangør, som arrangerer sol- og skiferier til destinationer ved Middelhavet og i Alperne. Sunweb har afdelinger i en række nord- og centraleuropæiske lande, herunder Danmark. Selskabet har hovedkontor i Rotterdam i Holland.

## Historie
Sunweb blev grundlagt i Holland i 1991 af Joost Romeijn, der i starten arrangerede ungdomsrejser for sine medstuderende under navnet GOGO Tours. I forbindelse med internettets opblomstring blev navnet ændret til Sunweb Group, som de følgende år, foruden GOGO Tours, kom til at omfatte rejsebrands som HUSK, X-Travel og Jiba. I 2007 ændredes navnet til Sundio Group International GmbH.
Koncernen angiver at have over en million årlige gæster i sine rejsebureauer og mere end 500 medarbejdere. Der er fem hoved-varemærker: Sunweb Sun, Sunweb Ski, Eliza was here, Primavera og GoGo. Sunweb blev i 2019 købt af kapitalfonden Triton.

## Sunweb i Danmark
Siden 2010 har Sunweb arrangeret sol- og skirejser for danske rejsende, og i 2012 opkøbte Sundio Group det danske FBC Rejser og udvidede i den forbindelse med kør-selvferier. I 2016 havde Sunweb 72.044 gæster, hvilket var Danmarks 5. største charterrejsearrangør dette år blandt Rejsearrangører i Danmark.

## Sponsor af cykelhold
Siden 2017 har Sunweb været hovedsponsor af cykelholdet Team Sunweb.